# Rudolf Mayer (Dichter)

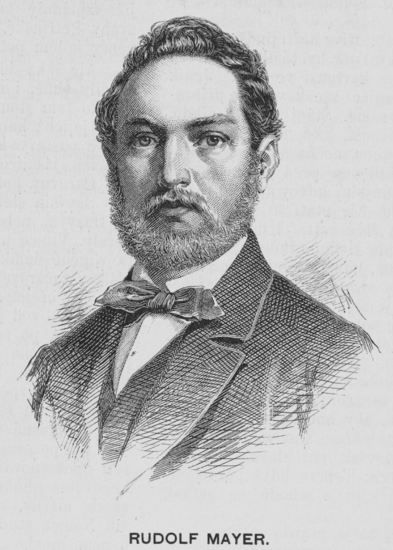
Rudolf Mayer

Rudolf Mayer (* 13. Oktober 1837 in Nová Hospoda bei Skránčice, Gemeinde Zavlekov, Okres Klatovy, Böhmen; † 12. August 1865 in Loučim) war ein tschechischer Dichter und Schriftsteller.
Er besuchte das Gymnasium in Klatovy und studierte danach Recht in Prag und Wien. 1864 schrieb er dort seine Doktorarbeit. Er war Vertreter der Májovci. 
Seine Poesie gehörte zu den besten der Zeit. Seine Gedichtssammlungen wurden erst nach seinem Tod durch einen Freund veröffentlicht. Seine gesammelten Werke erschienen 1951.

## Werke
- Gedichte (Básně) – mit dem bekanntesten seiner Gedichte, der sozialen Ballade Mittags (V poledne).
- Lieder im Gewitter (Písně v Bouři).
- Ewigkeit (Věčnost).
- Für die Heimat und Freiheit (Pro vlast a svobodu) – 1951.